# Club de Fútbol Atlético Ciudad
El Club de Fútbol Atlético Ciudad fue un club de fútbol de la Región de Murcia, España. Aunque estaba asentado en Murcia, nunca pudo jugar en esa ciudad y tuvo que disputar sus partidos en Lorquí, Alcantarilla y Totana, e incluso jugó un partido de Copa del Rey en Cartagena. Fue fundado en 2003 como Escuelas Municipales de Deporte de Lorquí, en 2007 cambió su nombre a Club Atlético Ciudad de Lorquí en un intento de revivir al desaparecido CF Ciudad de Murcia. En 2008 pasó a ser Club de Fútbol Atlético Ciudad, denominación que mantuvo hasta su disolución en 2010 por problemas económicos.

## Historia

### La venta del Ciudad de Murcia y su refundación
Tras la buena campaña en Segunda División del CF Ciudad de Murcia, en la quedó cuarto clasificado, el presidente, Enrique Pina, vendió el club al empresario granadino Carlos Marsá, que trasladó la sociedad a la ciudad de Granada y la renombró como Granada 74 CF, como el equipo de Tercera división que él mismo presidía.
La federación de peñas del CF Ciudad de Murcia se movilizó y planteó a Carlos Marsá que les ceda el Ciudad de Murcia B y las bases para poder continuar con le equipo. Marsá acepta, ya que su idea es la de convertir al original CP Granada 74 en el filial de su recién adquirido club, pero la Federación Murciana de Fútbol les advierte de que es imposible, ya que el filial es dependiente del primer equipo y el traslado del Ciudad de Murcia implica la desaparición de las bases de la Federación Murciana.
Viendo que la continuidad del Ciudad de Murcia era imposible el 25 de junio de 2007 Evedasto Lifante, antiguo directivo del Ciudad de Murcia, consiguió cerrar un acuerdo con el ayuntamiento de Lorquí para comprar la plaza del club local, el Escuelas Municipales de Deporte de Lorquí. Así, este equipo fundado en 2003 y que militaba en Tercera División se convertía en el Club Atlético Ciudad de Lorquí, adoptando colores y distintivos del extinto Ciudad de Murcia. Además se ficharon a varios jugadores que militaban en el Ciudad de Murcia B y a Pepe Aguilar, que había jugado con el Ciudad de Murcia en Segunda División. El entrenador, Beto, también llegó desde el desaparecido filial rojinegro. El nuevo equipo y sus categorías inferiores disputaban sus encuentros en el Estadio Juan de la Cierva de Lorquí, aunque con el objetivo de volver a jugar en la ciudad de Murcia, donde el club tenía fijada su sede.

### Campeón de Tercera y ascenso a Segunda B
En la temporada 2007-08 consiguió quedarse como único invicto de categoría nacional del fútbol español hasta la jornada 36. Se clasificó para los play-off de ascenso a Segunda División B el 6 de abril de 2008, a falta de seis jornadas para terminar el campeonato.
En el primer partido de las semifinales de la fase de ascenso a Segunda B empató a un gol contra el Tomelloso en el campo de dicho equipo. En el partido de vuelta, que se disputó en el Estadio Juan de la Cierva, el Ciudad ganó 2-1, con gol en la prórroga, lo que le hizo pasar a la segunda eliminatoria, a la que se medió con el CF Villanovense, jugando el partido de ida en Villanueva de la Serena y el de vuelta en el Estadio Juan de la Cierva. En el partido de ida de la final empataron a 0. En la vuelta el Ciudad ganó por un contundente 4-1 y consiguió el ascenso a Segunda División B.

### Estreno en Segunda B y problemas económicos
La primera temporada en Segunda División B estuvo marcada por los problemas económicos y con el estadio. En un principio el equipo jugó en el Municipal Ángel Sornichero de Alcantarilla mientras el Estadio Juan de la Cierva de Lorquí es reformado, pero las relaciones con esta localidad se rompieron. El 31 de octubre de 2008 se anunciaba en una rueda de prensa que el club pasaba a denominarse Club de Fútbol Atlético Ciudad y que jugaría sus partidos en el Municipal Miguel Induráin de Ceutí. Varias semanas después el acuerdo con Ceutí se rompió sin haber disputado un partido allí y se anunció que el Estadio Juan Cayuela de Totana sería la sede hasta final de temporada. Pese a los impagos a los jugadores, a los que se adeudaban varias mensualidades, el equipo realiza una buena temporada, luchando por un puesto en el play-off de ascenso. Tras muchas jornadas entre los cuatro primeros, una derrota contra el Villa de Santa Brígida y un empate contra el CD Leganés lo dejaron 8.º, fuera de la promoción.

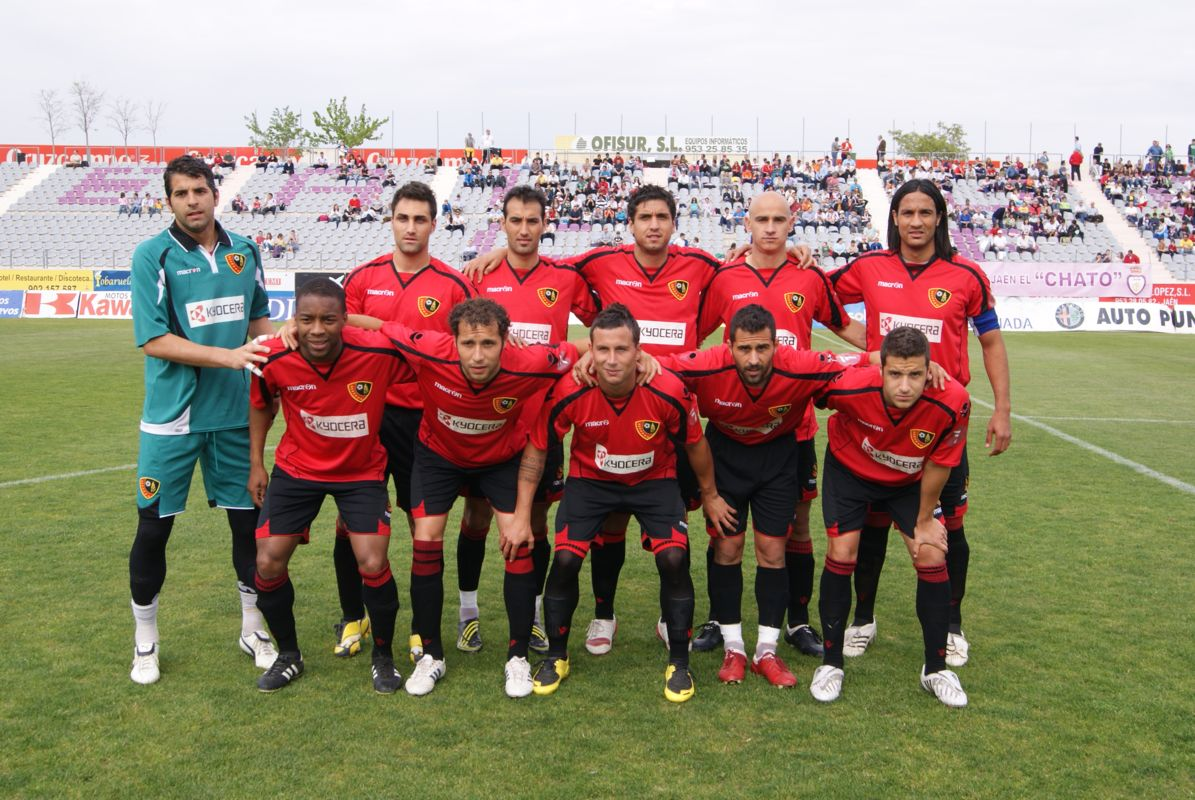
Alineación de la temporada 2009-10, la última de su historia.

Terminada la liga, Beto anunció su marcha del equipo. Transcurrido un mes de la finalización del campeonato el club adeudaba más de 700.000 euros a los futbolistas, por lo que estos presentaron sus denuncias en la AFE.
El 17 de julio Evedasto anunció que gracias a la colaboración de un empresario brasileño el club saldría adelante. Se pretendió iniciar la conversión del club en Sociedad Anónima Deportiva y así poder cambiar el nombre a CA Ciudad de Murcia; también se anunció la intención de construir una ciudad deportiva para el equipo en Murcia. El 31 de julio, tras semanas de negociaciones con los jugadores, se subsanó la deuda en la AFE y el club salió adelante.
El 4 de agosto se anunció la vuelta del equipo a Lorquí, donde disputaría la temporada 2009/10. El 7 de octubre de 2009 eliminó al Polideportivo Ejido en la tercera ronda de la Copa del Rey y en los dieciseisavos de final se enfrentó al Sevilla FC. Ante la negativa del Ayuntamiento de Murcia de dejarle al equipo ningún campo del municipio, el club se vio obligado a recibir al Sevilla FC en el Estadio Cartagonova de Cartagena. Aunque los murcianos se adelantaron en el marcador, el partido que terminó con victoria hispalense por 2-4. En la vuelta los sevillanos volvieron a vencer, por 5-1.
El 1 de diciembre de 2009 Julián Rubio abandonó el equipo para fichar por el Albacete Balompié y Ángel Pérez García tomó el relevo en el banquillo rojinegro. Sin embargo, Pérez García fue destituido y ante la imposibilidad de contratar un nuevo técnico, el preparador físico Chema Escudero se hizo cargo del equipo, que terminó la liga en séptima posición.

### Desaparición
Terminada la temporada 2009/10, Evedasto Lifante anunció su marcha del Ciudad, dejando la continuidad del equipo en el aire. En ese momento la entidad acumulaba una deuda con sus jugadores de 730.000 euros. Se convocó en la Federación de Fútbol de la Región de Murcia una reunión con los equipos murcianos en peligro de descenso, a la que no acudió ningún representante del Ciudad. El día 2 de agosto de 2010, atendiendo a las demandas de la AFE, la Federación Española descendió al club por impagos,
tras lo que la entidad anunció su desaparición.
Semanas después de su desaparición, un grupo de aficionados crearon el Club de Accionariado Popular Ciudad de Murcia, en un intento de revivir nuevamente la ciudad.

## Escudo
El escudo fue creado por un aficionado del desaparecido Ciudad de Murcia, y apoyados por la mayoría, tanto por el club, cómo por el resto de seguidores rojinegros. El escudo es prácticamente igual que el del Ciudad de Murcia, solo que tiene la forma del equipo de voleibol de Evedasto Lifante, el Grupo 2002.

## Uniforme
- Uniforme titular: Camiseta roja con detalles negros, pantalón negro, medias negras.
- Uniforme alternativo: Camiseta blanca, pantalón blanco y medias negras

### Evolución del uniforme
El diseño de la primera camiseta fue realizado y expuesto a los seguidores por Javier Valera Cárceles, un aficionado del Ciudad de Murcia.
La afición hizo suya la propuesta y Evedasto, conocedor de la situación, la acogió muy gustosamente como primera equipación de este club en su primer año de esta nueva singladura.
| 2007 - 2008 | 2008 - 2009 | 2009 - 2010 |

## Estadio
El CF Atlético Ciudad disputaba sus encuentros en el Estadio Juan de la Cierva, del que es titular el ayuntamiento de Lorquí. Fue inaugurado en 2003 y posee una capacidad de 2.500 espectadores.
Durante la temporada 2008-09 el club jugó durante el primer tramo de la misma en el Ángel Sornichero de Alcantarilla mientras el Juan de la Cierva era remodelado. Tras una disputa entre club y ayuntamiento de Lorquí ambos rompieron relaciones y el equipo terminó la temporada jugando en el Juan Cayuela de Totana.

## Himno
El himno del CF Atlético Ciudad fue grabado por el grupo Vagón de Lorquí.
- Himno del Ciudad

## Datos del club
- Temporadas en Primera: 0
- Temporadas en Segunda: 0
- Temporadas en Segunda B: 2
- Temporadas en Tercera: 3 (dos como EMD Lorquí)
- Mayor goleada conseguida:
  - En casa: CF Atlético Ciudad 5-0 Real Madrid Castilla
  - Fuera: AD Ceutí Atlético 0-6 CF Atlético Ciudad
- Mayor goleada encajada:
  - En casa: CF Atlético Ciudad 0-2 FC Cartagena
  - Fuera: Caravaca CF 4-0 CF Atlético Ciudad
- Mejor puesto en la liga: 1.º en Tercera División, temporada 2007/08
- Peor puesto en la liga: 8.º en Segunda División B, temporada 2008/09
- Máximo goleador: Martín Ortega con 25 goles.
- Portero menos goleado: Zapata con 53 goles en 78 partidos.
- Más partidos disputados: Martín Ortega con 71 partidos.
- Participaciones en la Copa del Rey: 2
- Mejor clasificación en la Copa: 1/16, temporada 2009/10
- Participaciones en la Copa Federación: 1

## Trayectoria
| Temp.   | Liga           | Pos. | Copa del Rey |
| ------- | -------------- | ---- | ------------ |
| 2007/08 | Tercera (XIII) | 1.º  | No participó |
| 2008/09 | Segunda B (II) | 8.º  | 1.ª Ronda    |
| 2009/10 | Segunda B (IV) | 7.º  | 1/16         |

## Entrenadores

### Cronología de los entrenadores
| - 1. Beto, 2007-2009 - 2. Julián Rubio, 2009 - 3. Ángel Pérez García, 2009-2010 - 4. José María Escudero, 2010 |

## Presidentes

### Cronología de los presidentes
| - 1. Evedasto Lifante, 2007-2010 |

## Director deportivo
| - 1. Paco Belmonte, 2007-2010 |

## Palmarés

### Torneos nacionales
- Liga de Tercera División (1): 2007/08

### Torneos amistosos
- Trofeo Ceutí (1): 2007
- Triangular de Saldaña (1): 2008

### Otros reconocimientos
- Trofeo invicto Don Balón (1): 2007-08